# Disgrafia
Disgrafia é um transtorno na habilidade para escrever primeiramente em termos de caligrafia, mas também em termos de coerência.

## Sintomas
A disgrafia pode incluir qualquer dos seguintes dificuldades:
- Em formar letras
- No espaço entre as palavras
- Em escrever nas linhas
- Em segurar e posicionar o lápis e o papel

## Diagnóstico
Esse diagnóstico se refere somente a transtorno da escrita, de origens funcionais, que surge nas crianças com adequado desenvolvimento emocional e afectivo, sem lesão cerebral, problemas de visão ou escolarização inadequada. Logo, quando uma criança não está aprendendo a escrever é importante examinar se a acuidade visual, coordenação motora grossa e didática são adequados para a idade. Pediatras e psicólogos podem fazer esse diagnóstico com testes de desenho, planejamento e ortografia para determinar onde está a dificuldade.
Não desenvolver a linguagem escrita pode ser um sintoma precoce de autismo ou de retardo mental.

## Tratamento
O tratamento pode ser feito com apoio escolar por um pedagogo ou terapeuta ocupacional que vai investigar a causa da dificuldade e instruir o educando a desenvolver técnicas para superá-las.